# گرنام
گرنام، روستایی است از توابع بخش یانه‌سر شهرستان بهشهر در استان مازندران ایران.

## جمعیت
این روستا در دهستان عشرستاق قرار دارد و براساس سرشماری مرکز آمار ایران در سال ۱۳۸۵، جمعیت آن ۲۶۲ نفر (۵۷خانوار) بوده‌است. مردم گرنام از قومیت طبری هستند. مردم گرنام به زبان طبری (مازندرانی) سخن می‌گویند.